# Nathan Beaulieu
Pour les articles homonymes, voir Beaulieu.
Nathan Anthony Richard Beaulieu (né le 5 décembre 1992 à Strathroy, dans la province de l'Ontario au Canada) est un joueur canadien de hockey sur glace.

## Carrière de joueur
Joueur originaire de l'Ontario, il s'installe au Nouveau-Brunswick lorsque son père, Jacques, devient entraîneur-chef des Sea Dogs de Saint-Jean en 2006-2007. Il fait ses débuts avec ce même club alors que son père est toujours à la barre de l'équipe en 2008-2009. En 2010-2011, il remporte la Coupe Memorial.
Il marque son premier point dans la Ligue nationale de hockey le 1er avril 2013 en obtenant une passe sur un but de Jeff Halpern lors d'un match contre les Hurricanes de la Caroline, deux jours après son premier match dans la ligue.
Le 19 février 2015, il marque son premier but dans la LNH contre les Sénateurs d'Ottawa.
Le 13 juin 2015, il signe un nouveau contrat de deux ans et 2 millions $ avec les Canadiens.
Le 17 juin 2017, il est échangé par les Canadiens aux Sabres de Buffalo en retour d'un choix de troisième ronde en 
2017.
Le 25 février 2019, il est échangé aux Jets de Winnipeg en retour d'un choix de 6e tour au repêchage 2019 de la LNH.
Après avoir disputé 105 matchs avec les Jets, il passe aux Penguins de Pittsburgh en retour d'un choix conditionnel de 7e tour (2022), le 21 mars 2022. Il ne dispute toutefois aucun match avec les Penguins.
Pour la saison 2022-2023, il joue tout sauf quatre matchs avec les Ducks d'Anaheim. Avec les Ducks, il ne cumule que quatre assistances en 52 matchs. La saison suivante, il obtient un essai professionnel avec les Hurricanes de la Caroline en espérant y débuter la saison mais il est libéré le 6 octobre 2023.

## Statistiques

### En club
| Saison     | Équipe                 | Ligue          |     | Saison régulière | Saison régulière | Saison régulière | Saison régulière | Saison régulière |   | Séries éliminatoires | Séries éliminatoires | Séries éliminatoires | Séries éliminatoires | Séries éliminatoires |
| Saison     | Équipe                 | Ligue          | PJ  | B                | A                | Pts              | Pun              | PJ               | B | A                    | Pts                  | Pun                  |                      |                      |
| 2008-2009  | Sea Dogs de Saint-Jean | LHJMQ          | 49  | 2                | 8                | 10               | 14               | -                | - | -                    | -                    | -                    |                      |                      |
| 2009-2010  | Sea Dogs de Saint-Jean | LHJMQ          | 66  | 12               | 33               | 45               | 40               | 21               | 4 | 12                   | 16                   | 22                   |                      |                      |
| 2010-2011  | Sea Dogs de Saint-Jean | LHJMQ          | 65  | 12               | 33               | 45               | 52               | 19               | 4 | 13                   | 17                   | 26                   |                      |                      |
| 2011       | Sea Dogs de Saint-Jean | Coupe Memorial | -   | -                | -                | -                | -                | 4                | 1 | 2                    | 3                    | 2                    |                      |                      |
| 2011-2012  | Sea Dogs de Saint-Jean | LHJMQ          | 53  | 11               | 41               | 52               | 100              | 17               | 4 | 11                   | 15                   | 32                   |                      |                      |
| 2012-2013  | Bulldogs de Hamilton   | LAH            | 67  | 7                | 24               | 31               | 63               | -                | - | -                    | -                    | -                    |                      |                      |
| 2012-2013  | Canadiens de Montréal  | LNH            | 6   | 0                | 2                | 2                | 0                | -                | - | -                    | -                    | -                    |                      |                      |
| 2013-2014  | Canadiens de Montréal  | LNH            | 17  | 0                | 2                | 2                | 8                | 7                | 0 | 2                    | 2                    | 2                    |                      |                      |
| 2013-2014  | Bulldogs de Hamilton   | LAH            | 57  | 7                | 20               | 27               | 33               | -                | - | -                    | -                    | -                    |                      |                      |
| 2014-2015  | Canadiens de Montréal  | LNH            | 64  | 1                | 8                | 9                | 45               | 5                | 0 | 1                    | 1                    | 0                    |                      |                      |
| 2014-2015  | Bulldogs de Hamilton   | LAH            | 8   | 2                | 2                | 4                | 9                | -                | - | -                    | -                    | -                    |                      |                      |
| 2015-2016  | Canadiens de Montréal  | LNH            | 64  | 2                | 17               | 19               | 55               | -                | - | -                    | -                    | -                    |                      |                      |
| 2016-2017  | Canadiens de Montréal  | LNH            | 74  | 4                | 24               | 28               | 44               | 5                | 0 | 1                    | 1                    | 0                    |                      |                      |
| 2017-2018  | Sabres de Buffalo      | LNH            | 59  | 1                | 8                | 9                | 36               | -                | - | -                    | -                    | -                    |                      |                      |
| 2018-2019  | Sabres de Buffalo      | LNH            | 30  | 3                | 4                | 7                | 32               | -                | - | -                    | -                    | -                    |                      |                      |
| 2018-2019  | Jets de Winnipeg       | LNH            | 18  | 0                | 5                | 5                | 7                | -                | - | -                    | -                    | -                    |                      |                      |
| 2019-2020  | Jets de Winnipeg       | LNH            | 38  | 1                | 7                | 8                | 29               | 4                | 0 | 1                    | 1                    | 7                    |                      |                      |
| 2020-2021  | Jets de Winnipeg       | LNH            | 25  | 0                | 1                | 1                | 20               | -                | - | -                    | -                    | -                    |                      |                      |
| 2021-2022  | Jets de Winnipeg       | LNH            | 24  | 0                | 4                | 4                | 25               | -                | - | -                    | -                    | -                    |                      |                      |
| 2022-2023  | Ducks d'Anaheim        | LNH            | 52  | 0                | 4                | 4                | 39               | -                | - | -                    | -                    | -                    |                      |                      |
| 2022-2023  | Gulls de San Diego     | LAH            | 4   | 1                | 0                | 1                | 0                | -                | - | -                    | -                    | -                    |                      |                      |
| 2023-2024  | EHC Kloten             | NL             | 13  | 0                | 2                | 2                | 2                | -                | - | -                    | -                    | -                    |                      |                      |
| Totaux LNH | Totaux LNH             | Totaux LNH     | 471 | 12               | 86               | 98               | 340              | 21               | 0 | 5                    | 5                    | 9                    |                      |                      |

### En équipe nationale
| Année | Équipe          | Compétition                 |   | PJ | B | A | Pts | Pun                |  | Résultat |
| 2012  | Canada - 20 ans | Championnat du monde junior | 6 | 0  | 1 | 1 | 16  | Médaille de bronze |  |          |

## Trophées et honneurs personnels

### LHJMQ
- 2011 : champion de la Coupe du président avec les Sea Dogs de Saint-Jean

### Coupe Memorial
- 2011 : 
  - nommé dans l'équipe d'étoiles du tournoi
  - champion de la Coupe Memorial avec les Sea Dogs de Saint-Jean